# Witalij Żołobow
Witalij Michajłowicz Żołobow, ros. Виталий Михайлович Жолобов (ur. 18 czerwca 1937 we wsi Staraja Zburjewka) – pułkownik-inżynier, radziecki kosmonauta, Lotnik Kosmonauta ZSRR.

## Wykształcenie i służba wojskowa
- 1954 – ukończył szkołę średnią w Baku. Później rozpoczął studia na wydziale mechanicznym Azerbejdżańskiego Instytutu Nafty i Chemii.
- 1959 – został absolwentem tej uczelni i uzyskał kwalifikacje inżyniera-elektryka. Po studiach rozpoczął służbę wojskową na poligonie wojskowym Kapustin Jar. Pełnił ją do czasu zakwalifikowania się do oddziału kosmonautów.
- lipiec 1974 – został absolwentem Wojskowej Akademii Politycznej im. W. I. Lenina.
- 7 stycznia 1981 – z uwagi na stan zdrowia dowództwo lotnictwa zwolniło Żołobowa z dalszej służby wojskowej i przeniosło go do rezerwy.

## Kariera kosmonauty i służba wCentrum Przygotowań Kosmonautów
- 1962 – przeszedł badania w Centralnym Wojskowym Naukowo-Badawczym Szpitalu Lotnictwa (ЦВНИАГ) i w listopadzie otrzymał skierowanie do Centralnej Lotniczej Komisji Lekarskiej (ЦВЛК), gdzie pomyślnie przeszedł kolejne kwalifikacje.
- 10 stycznia 1963 – został członkiem drugiej grupy kosmonautów radzieckich.
- 1963–1965 – przeszedł podstawowy kurs przygotowawczy dla kosmonautów (ОКП). Po zdanych egzaminach został skierowany do wojskowego programu kosmicznego.
- 1966–1971 – szkolił się wraz z grupą innych kosmonautów w ramach programu Ałmaz (wojskowa stacja kosmiczna).
- 1971–1972 – kontynuował trening w parze razem z Wiktorem Gorbatko.
- wrzesień 1972 – kwiecień 1973 – przygotowywał się w Borisem Wołynowem (w załodze dublerów) do lotu na stację kosmiczną Ałmaz (ОПС-101 „Алмаз”). Kilkanaście dni po starcie stacja uległa dehermetyzacji. W związku z tym wydarzeniem wszystkie loty załogowe w jej kierunku zostały odwołane. Nieczynna stacja otrzymała oficjalnie nazwę Salut 2.
- sierpień 1973 – sierpień 1974 – ponownie razem z Borisem Wołynowem (również w załodze dublerów) rozpoczął przygotowania do lotu na drugą stację kosmiczna typu Ałmaz (ОПС-101-2 „Алмаз”), a którą oficjalnie nazwano Salut 3. W lipcu 1974 w czasie startu Sojuza 14 obaj byli w trzeciej (rezerwowej) załodze, a w sierpniu 1974 podczas startu Sojuza 15 stanowili załogę dublerów dla Sarafanowa i Diomina.
- styczeń 1975 – lipiec 1976 – w załodze dowodzonej przez Borisa Wołynowa przygotowywał się do pierwszego załogowego lotu na stację kosmiczną Ałmaz (ОПС-103 „Алмаз”) – oficjalna nazwa Salut 5. Tym razem obaj stanowili podstawową ekipę.
- 6 lipca – 24 sierpnia 1976 – uczestniczył w misji Sojuza 21.
- styczeń 1978 – został kosmonautą-instruktorem i dowódcą grupy nowych kosmonautów.
- 7 stycznia 1981 – rozkazem dowództwa lotnictwa, z uwagi na stan zdrowia, przestał być członkiem oddziału kosmonautów.

## Loty załogowe
- Sojuz 21

6 lipca 1976 wystartował na orbitę okołoziemską z kosmodromu Bajkonur na pokładzie statku Sojuz 21. Misją dowodził Boris Wołynow. 7 lipca kapsuła z kosmonautami przycumowała do stacji kosmicznej Salut 5 (ОПС-103 „Алмаз”). Była to pierwsza stała załoga tej stacji. Plan lotu przewidywał dwumiesięczny pobyt kosmonautów na jej pokładzie. Podczas tej wyprawy przede wszystkim realizowany był program badań i eksperymentów o charakterze wojskowym. Załoga testowała m.in. możliwości wykorzystania stacji kosmicznych do rozpoznania wojskowego. Prowadzono również eksperymenty związane z topieniem i krzepnięciem metali na orbicie oraz obserwacje astronomiczne. Kosmonauci zrealizowali także pewien program badań medycznych i biologicznych związany z długotrwałym pobytem człowieka w stanie nieważkości. Załoga nie wykonała jednak wszystkich zaplanowanych zadań. Misja musiała zostać przerwana, ponieważ pod koniec lotu Żołobow poważnie zachorował (prawdopodobnie na skutek przemęczenia miał problemy z psychiką).
Lądownik Sojuza 21 wylądował 24 sierpnia 1976 w odległości około 200 km od miasta Kokczetaw.

## Po opuszczeniu oddziałów kosmonautów
- 1983–1987 – był naczelnikiem sztabu ds. obrony cywilnej w Zjednoczeniu Naukowo-Przemysłowym „Majak” w Kijowie. W 1986 przez dwa miesiące zajmował się ewakuacją ludzi i sprzętu z miasta Prypeć po awarii elektrowni jądrowej w Czarnobylu.
- 1987–1989 – pracował w mieście Nojabrsk w przedsiębiorstwach zajmujących się m.in. poszukiwaniem i wydobyciem kopalin użytecznych.
- 1990–1992 – był wykładowcą w filii Instytutu Podnoszenia Kwalifikacji Ministerstwa Geologii ZSRR w Kijowie (w 1992 przekształcono ją na Instytut Zarządzania, Biznesu i Przygotowań Kadr Państwowego Komitetu Ukrainy ds. geologii i minerałów).
- 1993 – brał udział w tworzeniu chersońskiej fundacji „Kosmonauta Gagarin” powołanej do ochrony: poszkodowanych podczas awarii elektrowni atomowej w Czarnobylu, weteranów wojny w Afganistanie i inwalidów (później został jej przedstawicielem).
- lipiec 1994 – czerwiec 1996 – był przewodniczącym rady delegatów w obwodzie chersońskim.
- czerwiec 1996 – luty 1997 – był zastępcą generalnego dyrektora Narodowej Agencji Kosmicznej Ukrainy (НКАУ).
- 1997–2002 – pracował w różnych firmach, m.in. był zastępcą dyrektora przedsiębiorstwa „Tawria-Impex Ltd.”
- kwiecień 2002 – został prezydentem Aerokosmicznego Towarzystwa Ukrainy.

## Odznaczenia i nagrody
- Medal „Złota Gwiazda” Bohatera Związku Radzieckiego (1976)
- Order Lenina (1976)
- Medal „Za zasługi w ochronie granicy państwowej” (1977)
- Medal „Za zasługi w podboju kosmosu” (2011, Rosja)[1]
- Universal Astronaut Insignia za lot orbitalny (nr 78) – Stowarzyszenie Uczestników Lotów Kosmicznych (Association of Space Explorers(inne języki))[2]

## Wykaz lotów
| Lot kosmiczny, w którym uczestniczył Witalij M. Żołobow                  | Lot kosmiczny, w którym uczestniczył Witalij M. Żołobow | Lot kosmiczny, w którym uczestniczył Witalij M. Żołobow | Lot kosmiczny, w którym uczestniczył Witalij M. Żołobow | Lot kosmiczny, w którym uczestniczył Witalij M. Żołobow | Lot kosmiczny, w którym uczestniczył Witalij M. Żołobow |
| №                                                                        | Data startu                                             | Data lądowania                                          | Statek kosmiczny                                        | Funkcja                                                 | Czas trwania                                            |
| ------------------------------------------------------------------------ | ------------------------------------------------------- | ------------------------------------------------------- | ------------------------------------------------------- | ------------------------------------------------------- | ------------------------------------------------------- |
| 1                                                                        | 6 lipca 1976                                            | 24 sierpnia 1976                                        | Sojuz 21                                                | inżynier pokładowy                                      | 49 dni 6 godzin 23 minuty i 32 sekundy                  |
| Łączny czas spędzony w kosmosie — 49 dni 6 godzin 23 minuty i 32 sekundy |                                                         |                                                         |                                                         |                                                         |                                                         |